# Елой
Елой (англ. Aloy) — вигадана персонажка і головна героїня серії відеоігор Horizon (Horizon Zero Dawn, Horizon Forbidden West), розроблених нідерландською студією Guerrilla Games.
Вона молода дівчина, яка з'явилася на світ у постапокаліптичному племінному суспільстві через сотні років після наших днів, у 3021 році, але була вигнанкою з народження, бо не мала матері. Дорослішаючи, героїня тренувала в собі навички мисливиці, щоб позбутися свого тавра в племені та дізнатися про обставини свого народження і вигнання з цієї спільноти. Перенісши замах і ледь уникнувши смерті, доросла Елой вирушає в подорож, щоб зупинити культ, який поклоняється штучному інтелекту, що прагне знищити світ, а також полює на машини, які стали ворожими до людей.
Елой — мисливиця на «машини», фантастичних звіроподібних роботів, якими населений цей постапокаліптичний світ. З огляду на свою кмітливість і допитливість, героїня успішно вчиться використовувати високотехнологічні артефакти минулого, що є загадковими та незрозумілими для її сучасників, і використовує ці пристрої під час своєї подорожі. У серії ігор також розкривається душевна травма Елой, викликана її відчуженням і самотністю в дитинстві, що відбивається на взаєминах з іншими персонажами в дорослому житті.
Образ Елой високо оцінили за її дизайн і пропрацьованість персонажа.
Вона була створена за образом нідерландської акторки Ганни Гокстри, а озвучена американською акторкою Ешлі Берч.
Дебютувавши в Horizon Zero Dawn, Елой справила враження на журналістів ігрових видань і відзначилася від них в основному високих оцінок за свій дизайн і образ, отримала культовий статус і впізнаваність у спільноті гравців, а також була використана в декількох сторонніх іграх як «запрошений» персонаж. Образ Елой в Horizon Forbidden West, навпаки, отримав як позитивні, так і негативні відгуки преси: одні рецензенти позитивно оцінюють ідею особистісного зростання Елой, продемонстрованого в грі та, особливо, в доповненні Burning Shores, інші — вважають героїню менш цікавою та нуднішою за другорядних персонажів, а також відносять її до архетипу «Мері Сью». Водночас акторська гра Ешлі Берч у ролі Елой незмінно мала високі оцінки критиків, а саму Берч було номіновано за цю роботу на кілька ігрових премій.

## Характеристика
Елой — представниця племінного суспільства, яка подорослішала до початку основних подій гри Horizon Zero Dawn. Вона виросла в мисливському племені під назвою Нора, але від самого народження вважалася вигнанкою, зростала в дикій природі за межами поселень одноплемінників, а самі ці одноплемінники ставилися до неї не найкращим чином, адже навіть розмови суперечили звичаям Нора. Елой ніколи не знала своїх справжніх матері й батька: її виховував названий батько Рост, який теж був вигнанцем. Героїні ніхто не розповідав, за яких обставин вона стала вигнанкою і де її батьки. Тому в Елой є мета: дізнатися цю інформацію. Єдиний спосіб зробити це — пройти обряд «Ініціації», який практикує Нора, внаслідок чого героїня не тільки позбудеться статусу ізгойки, а й отримає від матріархів (вождів свого племені) своєрідний подарунок — інформацію про своє минуле. І Елой ще в дитинстві ставить собі за мету пройти цей обряд, для чого наполегливо тренується під керівництвом Роста і до моменту повноліття вже має хороший набір мисливських навичок. Журналісти ігрових видань розраховують вік Елой на момент початку основних подій Horizon Zero Dawn як 18 або 19 років, на момент початку подій Horizon Forbidden West — 19-20 років. У цей час Елой, як і її одноплемінники, за допомогою примітивного лука і стріл полює на машини — звіроподібних роботів, ворожих людям і смертельно небезпечних для них.
Плем'я, в якому виросла Елой, має суворе табу на дослідження і використання стародавніх технологій, створених людьми минулого — пращурами. Попри це, сама героїня відчуває до цих технологій інтерес, вивчає стародавні артефакти та дізнається, як їх використовувати. Так у шестирічному віці дівчинка вчиться користуватися знайденим нею «фокусом» — стародавнім ґаджетом, що закріплюється над вухом і дає змогу через доповнену реальність отримати доступ до деяких високотехнологічних здібностей. Доросла Елой, виявивши, що робот-загарбник вміє підкоряти собі інших роботів, вивчає механізми вбитого загарбника і сама отримує можливість підкоряти роботів собі, щоб машини допомагали героїні в бою, а також могли служити їй засобами пересування на кшталт коней. За словами сценариста Horizon Zero Dawn Джона Ґонзалеса, Елой «дуже розумна, дуже кмітлива» і «засвоює інформацію з дивовижною легкістю і швидкістю». Цікавість героїні спонукає її вирушити в подорож за межі свого племені, щоб розкрити таємниці світу.
Подорожуючи та відвідуючи стародавні катакомби, Елой поступово знаходить відповіді на свої запитання, зокрема про обставини своєї появи на світ. Вона дізнається про існування системи тераформування, яка колись працювала під управлінням штучного інтелекту, на ім'я ҐЕЯ, створеного пращурами, а до теперішнього часу вийшла з-під контролю. Вимушена самознищитися, ҐЕЯ встигла віддати команду про «народження» Елой на станції клонування для того, щоб та, подорослішавши, знайшла спосіб стабілізувати систему і врятувати світ від вимирання. Елой — клон Елізабет Собек, яка очолювала проєкт системи тераформування, і тому має доступ до всіх генетичних замків цієї системи. Таким чином, Елой дізнається про свою місію з порятунку світу, виконати яку може тільки вона.
За час свого шляху Елой перетворюється на відому і шановану в усьому регіоні мисливицю на машини. Героїня також отримує титул «Рятівниця Меридіана» після успішної оборони міста Меридіана від культу «Затемнення» і контрольованих ним машин. За словами Ґонзалеса, Елой через особливості свого характеру завжди готова надати допомогу нужденним, причому навіть на шкоду собі.
У грі Horizon Forbidden West в Елой з'являється власна база, де героїня повертає до життя Ґею і збирає своїх соратників, щоб спільно виконати необхідні завдання на Забороненому Заході. Дівчина зустрічає ще одного клона Елізабет Собек, на ім'я Бета; сценаристка гри Енні Кітейн назвала стосунки Елой і Бети «серцем і душею цієї історії». Під час гри Елой також набуває можливості літати ігровим світом, використовуючи летючу машину. У доповненні Horizon Forbidden West: Burning Shores героїня знайомиться із Сейкою — такою самою безстрашною войовницею з фокусом, як і вона сама; стосунки Елой і Сейки впродовж доповнення виходять за рамки простої співпраці.

## Появи

### СеріяHorizon
- Horizon Zero Dawn (2017)
- Horizon Zero Dawn: The Frozen Wilds (2017)
- Horizon Forbidden West (2022)
- Horizon Forbidden West: Burning Shores (2023)

#### Спінофи
- Horizon Call of the Mountain (2023, камео)[24][25][26]

### Поза серією
У 2020 році британське видавництво коміксів Titan Comics випустило графічний роман «Horizon Zero Dawn. Яструб Сонця» у п'яти випусках, у якому присутній Елой. Сценаристом твору стала Енн Тул, яка брала участь у роботі над сценарієм Horizon Zero Dawn. Дія коміксу відбувається після завершення Horizon Zero Dawn і до початку Horizon Forbidden West; Елой виступає в ролі соратниці головної героїні Талани, яка є другорядним персонажем першої гри. З 2021 року тими ж авторами випускався другий комікс — «Horizon Zero Dawn. Звільнення», у якому Елой також присутній; у цьому коміксі розкриваються деякі раніше невідомі подробиці подій, що відбуваються в грі Horizon Zero Dawn.
Також Елой з'являється в деяких відеоіграх, що не належать до всесвіту Horizon:
- У Genshin Impact вона була введена, починаючи з версії 2.1, як безкоштовна ігрова персонажка. У героїні п'ять зірок рідкісності, її елемент — кріо[30][31].
- Елой також стала доступною у Fortnite: Battle Royale як персонажка серії «Легенди відеоігор»; додано, зокрема, спеціальний режим, де в ролі напарниці Елой виступає Лара Крофт[32][33].
- У Monster Hunter: World героїня була введена як ігровий персонаж ексклюзивно для платформи PlayStation 4[34][35].

Компанія Netflix володіє правами на кіноадаптацію гри Horizon Zero Dawn. Така кіноадаптація у вигляді серіалу вже була анонсована, проте станом на лютий 2024 року все ще перебуває на ранніх стадіях розробки. Шоураннер проєкту Стів Блекмен підтвердив, що головною героїнею кіноадаптації буде Елой, проте акторський склад поки що не було оголошено. Видання, що спеціалізуються на кінематографі, називають різних актрис, які могли б підійти на роль Елой у майбутньому серіалі: так, наприклад, називаються імена Ганни Гокстри та Седі Сінк.